# Gilgamesch-Epos

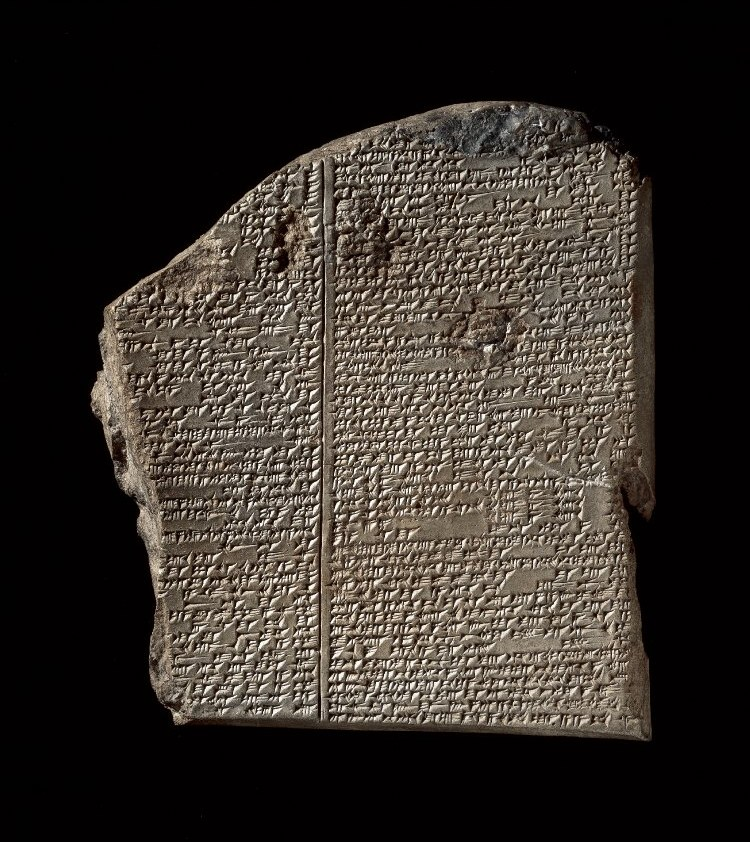
Tafel mit Gilgamesch-Epos

Das Gilgamesch-Epos beziehungsweise Gilgameš-Epos ist der Inhalt einer Gruppe literarischer Werke, die vor allem aus dem babylonischen Raum stammt und eine der ältesten überlieferten, schriftlich fixierten Dichtungen enthält. Das Gilgamesch-Epos in seinen verschiedenen Fassungen ist das bekannteste Werk der akkadischen und der sumerischen Literatur.
Als Gesamtkomposition trägt es den ab der zweiten Hälfte des 2. Jahrtausends v. Chr. belegten Titel Derjenige, der die Tiefe sah (ša naqba īmuru).In einer früheren Fassung, die wahrscheinlich der altbabylonischen Zeit (1800 bis 1595 v. Chr.) entstammt, war das Epos unter dem Titel Derjenige, der alle anderen Könige übertraf (Šūtur eli šarrī) bekannt. 
Unter anderem bietet das Epos eine Episode, in der es dem Helden Gilgamesch am östlichen Rand der Welt, im Land Dilmun, gelingt, nach Auskunft des Uta-napišti (oder Utnapištim) im Grundwasser das Kraut des (ewigen) Lebens zu bergen. Ferner wird die von der sumerischen Gottheit Enlil ausgelöste Sintflutkatastrophe thematisiert.
Die umfassendste Version, das sogenannte Zwölftafel-Epos des Schreibers Sîn-leqe-unnīnī, ist auf elf Tontafeln aus der Bibliothek des assyrischen Königs Aššurbanipal erhalten. Eine zwölfte Tafel mit einem Auszug aus dem eigenständigen Gedicht Gilgamesch, Enkidu und die Unterwelt wurde dem Epos angehängt. Von den einst über 3000 Versen des Epos sind nicht ganz zwei Drittel aus verschiedenen Überlieferungssträngen bekannt. In dieser Version schildert das Epos die Geschichte Gilgameschs als einen sein Volk anfänglich schwer bedrängenden König von Uruk, den Beginn seiner Freundschaft mit Enkidu und ihre gemeinsamen Heldentaten, aber auch den Tod Enkidus und Gilgameschs verzweifelte Suche nach der Unsterblichkeit. Am Ende muss der Held einsehen, dass diese nur den Göttern gegeben, Leben und Sterben hingegen Teil der menschlichen Natur ist. Rainer Maria Rilke nannte es das „Epos der Todesfurcht“.
Das vorhandene Schriftmaterial erlaubt die Rückdatierung der ursprünglichen Fassung bis mindestens in das 18. Jahrhundert v. Chr., reicht aber wahrscheinlich in die Abfassungszeit des Etana-Mythos im 24. Jahrhundert v. Chr. zurück. Belegt sind ebenfalls Bezüge zum Epos Atraḫasis, u. a. über die dort beschriebene Leistung der sumerischen Götter, aus dem Lehm der mesopotamischen Steppe Eden ein erstes Menschenpaar erschaffen zu haben. Aus dem gleichen Stoff ins Leben gebracht, übernimmt diese Rolle im Epos Enkidu, der zunächst als unbezwingbarer Tiermensch gilt, der die Steppe in Gemeinschaft mit seiner Herde durchstreift und zu ihrem Schutz den Jagdbetrieb der Stadt Uruk sabotiert, über seine gezielt herbeigeführte Menschwerdung aber zum Freund Gilgameschs vorbestimmt ist, mit der Absicht der Götter, auch ihn zu veredeln. Aus dem jugendlich übermutigen Gilgamesch soll ein weiser Herrscher werden.
In immer neuen Anpassungen und Redaktionen wurde das Epos den historischen Bedingungen der jeweiligen Zeit angeglichen. Es war über Jahrhunderte grundlegende Schullektüre im Vorderen Orient und wurde selbst ins Hethitische und Hurritische übersetzt. Auch eine elamische Version ist bekannt. Noch der um 200 n. Chr. schreibende Römer Aelian erwähnt Gilgamesch, von ihm Gilgamos genannt, als mythischen König der Babylonier.

## Wiederentdeckung

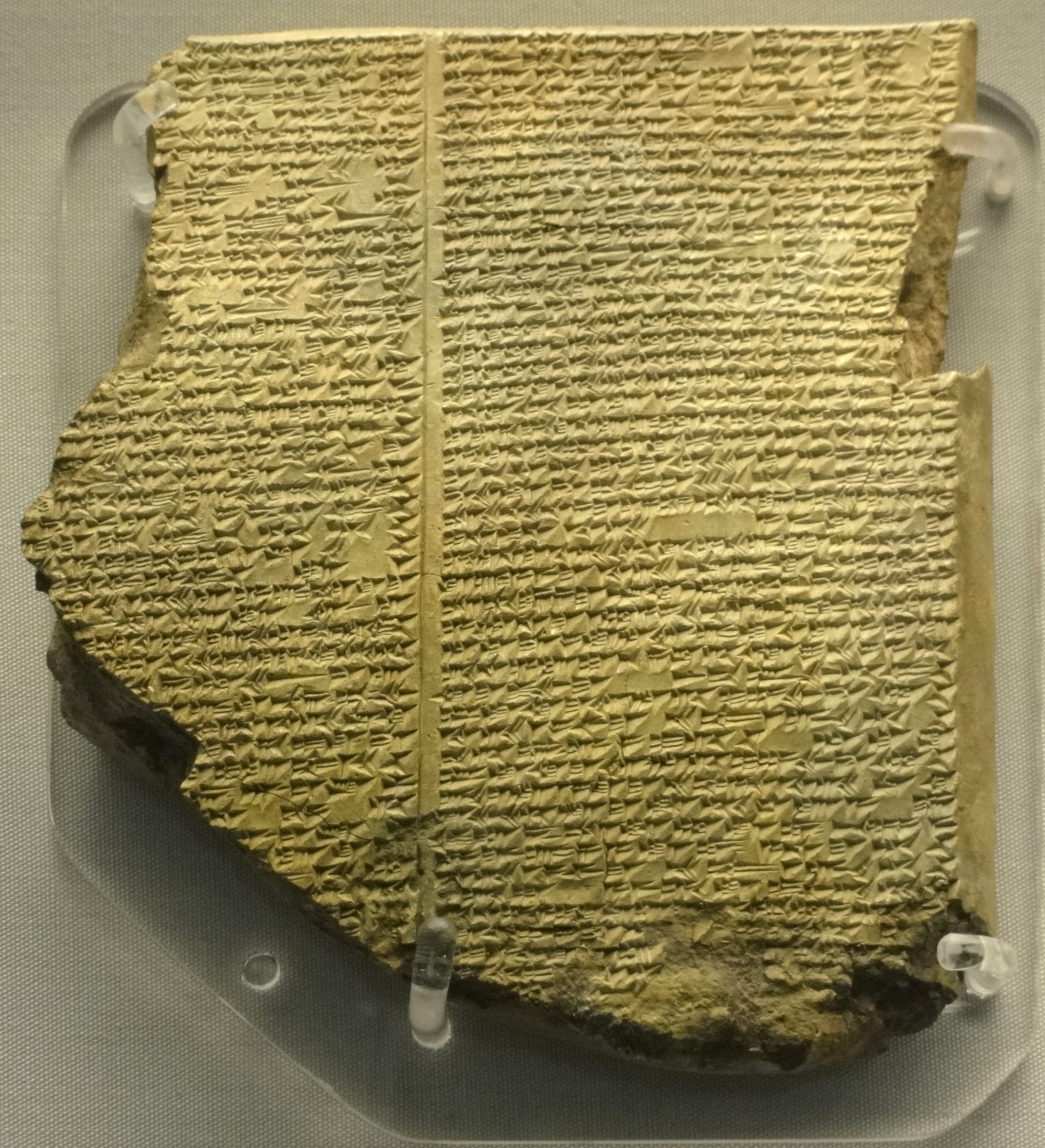
Tafel 11 mit der Sintflut-Erzählung aus der Bibliothek des Aššurbanipal

Die ersten Tontafeln mit Fragmenten des Gilgamesch-Epos wurden 1853 von Hormuzd Rassam gefunden. George Smith (1840–1876) übersetzte sie 1872 und gilt daher als der eigentliche Wiederentdecker des Gilgamesch-Epos. Smith übersetzte das Fragment, das sich mit der Überflutung der Erde beschäftigte und sehr große Ähnlichkeiten zum Bericht der Sintflut im Buch Genesis (Gen 7,10–24  und Gen 8,1–14 ) der Bibel aufweist. Dieses Fragment ist ein Teil der elften und letzten Tafel des Gilgamesch-Epos. Damit wurde die Hypothese gestärkt, dass die Bibel diesen Text in veränderter Form übernommen hatte. 1997 fand der Assyriologe und Judaist Theodore Kwasman die noch fehlenden ersten zwei Zeilen des Epos im British Museum.

## Übersetzung
Der Text des Epos musste aus verschiedenen Fragmenten rekonstruiert werden, wobei größere Lücken (Lacunae) bestehen blieben. Da die verschiedenen Fragmente in verschiedenen Sprachen (altbabylonischem Akkadisch, Hurritisch und Hethitisch) verfasst worden waren, ergaben sich Übersetzungs- und Zuordnungsschwierigkeiten. Einige Textstellen waren nicht erhalten und mussten rekonstruiert werden. Häufig war auch die Bedeutung wichtiger Begriffe nicht bekannt.
Erst S. N. Kramer, Sumerologe aus Philadelphia (USA), stellte große Teile der sumerischen Mythendichtungen in einen sinnvollen Zusammenhang. Die erste vollständige deutsche Übersetzung erstellte Alfred Jeremias im Jahr 1891. 1934 wurde das Epos von Albert Schott erneut übersetzt. Schott hat die Personennamen des Epos vereinheitlicht, so dass sich der Name Gilgamesch auch für die älteren Erzählungen durchsetzte, die im Original den Namen dGIŠ-gím-maš verwenden. Das Gleiche gilt für die Namenspaare Ḫuwawa/Ḫumbaba und Sursun-abu/Ur-šanabi.
Mit einer neuen wissenschaftlichen Edition stellte der Londoner Altorientalist Andrew R. George im Jahr 2003 die textkritische Erforschung des Gilgamesch-Epos auf eine neue Grundlage. Aus über 100 Textfunden, die inzwischen neu übersetzt worden waren, ergab sich eine Neubewertung des überlieferten Textes. Zusätzlich konnten zwischen 2003 und 2005 fünf weitere Bruchstücke übersetzt werden. Der Assyriologe Stefan Maul legte im Jahr 2008 eine umfassend überarbeitete, neue, poetische Übersetzung vor, die Ergänzungen, persönliche Interpretationen und Erweiterungen zu den älteren Übersetzungen des Gilgamesch-Epos enthält.

## Fassungen des Stoffes

### Sumerische Erzählkränze
Älteste literarische Bearbeitungen des Gilgamesch-Stoffes stammen aus den sumerischen Städten in Mesopotamien. Aus dieser frühen Zeit sind einige Tontafeln in sumerischer Keilschrift mit Fragmenten mehrerer Texte bekannt:
- Zyklus um Gilgamesch, der Held heißt hier „Bilgameš“ oder kurz „Bilga“.[8]
  - Gilgamesch und Agga von Kiš, dieser Text erscheint im Zwölftafel-Epos nicht.[9] Er berichtet vom Übergang der Macht von Kiš auf die Stadt Uruk.[10]
  - Gilgamesch und die jungen Frauen.[11]
  - Gilgamesch und Ḫuwawa. – von diesem Text liegen zwei bis drei Fassungen vor, die Ausgangspunkt der Tafeln 4 und 5 des Zwölftafel-Epos wurden.[9][12]
  - Gilgamesch und der Himmelsstier. – nahezu der gesamte Text wurde in der 6. Tafel des Zwölftafel-Epos aufgegriffen.[9] Er handelt von einer Auseinandersetzung zwischen Inanna und Gilgamesch.[13]
  - Gilgamesch, Enkidu und die Unterwelt. – dieser Text wird in den frühen Fassungen des Epos nur als Anregung verwendet. Erst spät wird die zweite Hälfte davon als Anhang hinzugefügt. In einigen Fragmenten wird Gilgamesch als Richter in der Unterwelt vorgestellt.[9] Er beinhaltet eine Unterweltsvision und legitimiert Gilgamesch als Begründer des Totenkultes.[14]
  - Tod des Gilgamesch. – dieser Text wurde später vor allem auf Enkidu umgemünzt.[9][15]
- Die Sintflut-Erzählung gehört in ihrer sumerischen Fassung nicht zu den Geschichten um Gilgamesch. Die Figur des Uta-napišti trägt hier den Namen Ziusudra. Wahrscheinlich handelt es sich bei diesem Text um eine rückwirkende Übersetzung in die sumerische Sprache, die selbst aus mehreren älteren Fassungen schöpft und vor allem in Form des Atraḫasis-Epos einen eigenständigen mythischen Bericht darstellt.[16]

### Fassungen in babylonischer Sprache

#### Altbabylonisch
Bisher sind nur kleine Bruchstücke bekannt geworden. Es zeichnet sich ab, dass bereits vor der ersten Dynastie Babyloniens beziehungsweise vor der Isin-Larsa-Zeit ein erstes Epos aus den sumerischen Stoffen um Gilgamesch erstellt wurde, das später mehrfach ausgebaut und variiert wurde. Der Held wird in der altbabylonischen Zeit mit dem Zeichen „Giš“ geschrieben, allerdings wohl „Gil“ ausgesprochen.
Inhaltlich lassen sich die Stücke verschiedenen Passagen zuordnen und so in eine Reihenfolge bringen:
- Von der ersten Tafel des altbabylonischen Epos ist nur die Anfangszeile und ein kurzes Fragment erhalten, das von der Erschaffung Enkidus berichtet.[17]
- Ein Fragment der zweiten Tafel, heute in Pennsylvania, stammt vermutlich aus Uruk oder Larsa; einer Bemerkung zufolge handelt es sich um den zweiten Teil einer Serie. Sie berichtet von der Ankunft Enkidus mit seiner Frau in Uruk, wo Gilgamesch von seinem ius primae noctis Gebrauch machen will und Enkidu ihn daran hindert. Nach einem Kampf der beiden nimmt Gilgamesch Enkidu als Gefolgsmann auf.[18]
- Von der dritten Tafel existieren Fragmente in Yale, in der Sammlung Schoyen sowie unter den Funden aus Nippur und Tell Harmal. Sie berichten davon, dass Gilgamesch Zedernholz schlagen möchte, wovor Enkidu unter Verweis auf Ḫuwawa, den er von früher kennt, warnt.[18]
- Ein eventueller Fund der vierten Tafel ist noch nicht publiziert.
- Ein Fragment der fünften Tafel befindet sich in Bagdad und berichtet von der Tötung Ḫuwawas durch Gilgamesch und Enkidu, was ihnen den Weg zu den Anunnaki eröffnet. Die geschlagenen Zedernstämme flößen beide über den Euphrat nach Uruk.[17]
- Zwei Fragmente der siebten Tafel, im Museum für Vor- und Frühgeschichte in Berlin und in London, lassen sich zusammenfügen und stammen eventuell aus Sippar. Sie berichten von Gilgameschs Trauer um den verstorbenen Enkidu und seiner Suche nach Uta-na’ištim.
- Eine weitere Tafel, die sogenannte Meistertafel, berichtet von Gilgameschs Ankunft im Jenseits bei der Schankwirtin Siduri. Sie enthält auch die berühmte Rede der Siduri, welche im Zwölftafel-Epos nicht enthalten ist.

Ob darüber hinaus weitere Tafeln zu dieser altbabylonischen Fassung des Epos gehören, ist unklar. Funde weiterer Fragmente deuten darauf hin, dass eventuell zwei oder mehr verschiedene Fassungen dieses Textes existierten.
Neben dem Sintfluthelden Uta-na’ištim gibt es im Altbabylonischen das ältere Atraḫasis-Epos über die Sintflut, das außerhalb der Gilgamesch-Tradition steht.

#### Mittelbabylonisch
Unter der kassitischen Dynastie verbreitete sich das Epos bis nach Ḫattuša und Megiddo. Es wurde über das Hurritische auch ins Hethitische übersetzt. Bisher lässt sich noch kein einheitliches Epos rekonstruieren.
ḪattušaIn Ḫattuša wurden mittelbabylonische Fragmente gefunden, die von der Ankunft Enkidus in Uruk und dem Zug zum Zedernwald berichten. Ebenfalls finden sich Spuren vom Abenteuer mit dem Himmelsstier. Die Fragmente brechen mit einem Traum Enkidus von einer Götterversammlung ab. Neben diesen mittelbabylonischen Fragmenten fand sich eine hethitische Nacherzählung, die wohl nicht direkt, sondern über eine hurritische Fassung, von der sich hier ebenfalls eine Spur gefunden hat, angefertigt wurde.
UgaritStück eines neuen Prologs und Fragment aus dem Kampf mit Ḫuwawa.
Megiddo und UrFragmente, die auf den Tod Enkidus Bezug nehmen (Traum von der Unterwelt und Flüche). Diese Stücke sind neu und zeigen die Entwicklung vom sumerischen „Gilgamesch, Enkidu und die Unterwelt“ zur neubabylonischen Fassung.
Nippur und EmarBereits bekannte Stücke betreffen die Abreise zum Zedernwald und die dortigen Kämpfe.

#### Neubabylonisch
Das Zwölftafel-Epos wurde im Alten Orient einem Schreiber des Namens Sîn-leqe-unnīnī zugeschrieben, welcher zur Zeit der Herrschaft Gilgameschs dessen „Sekretär“ gewesen sei. Seitens der assyriologischen Forschung wird unter diesem zumeist ein Endredaktor verstanden, welcher bei der abschließenden Komposition des Textes auf ältere, mehr oder minder identische Werke zurückgegriffen und frühestens im 12. Jahrhundert v. Chr. gelebt hätte – beide Annahmen lassen sich jedoch nicht beweisen. Die Endversion des Epos mit etwa 3600 Verszeilen wurde vermutlich in Uruk auf elf Tafeln niedergeschrieben. Der Großteil des Werkes ist durch Tontafel-Fragmente aus der Bibliothek Assurbanipals (669 v. Chr.–627 v. Chr.) in Ninive überliefert, denen eine zwölfte Tafel angehängt wurde, welche eine wortgetreue Übersetzung von „Gilgamesch, Enkidu und die Unterwelt“ enthält.

### Die hethitische Fassung
Die hethitische Fassung des Epos ist nur sehr bruchstückhaft erhalten (einige Dutzend Bruchstücke von Tafeln), obwohl die Anzahl der Duplikate zeigt, dass das Werk wohl sehr bekannt gewesen sein muss. In der Hauptstadt Hattuša sind außerdem zwei akkadische Versionen gefunden worden, und einige hurritische Fragmente weisen ebenfalls Textbezüge auf.
Gegenüber den mesopotamischen Versionen des Epos ist die hethitische Version deutlich vereinfacht und entbehrt vieler Details sowie einer ganzen Reihe von Nebencharakteren. Die hethitische Version umfasst drei Tafeln, aber der Text ist an vielen Stellen unzusammenhängend, weil von den Tafeln zu wenig erhalten ist.

## Das Epos
Gilgamesch war nach sumerischer Überlieferung König der sumerischen Stadt Uruk; zu einem Drittel menschlich und zu zwei Dritteln göttlich. Sein Name bedeutet Der Vorfahr war ein Held beziehungsweise Der Nachkomme ist ein Held. Das Epos erzählt, abhängig von der jeweiligen Fassung, von seinen Heldentaten mit dem von der Göttin Aruru erschaffenen menschenähnlichen Wesen Enkidu (das oft als Freund, mitunter aber auch nur als Diener in den Texten erscheint), thematisiert aber vor allem seine Suche nach Unsterblichkeit.
Eine Reihe anderer altorientalischer Werke weisen auffällige Ähnlichkeiten zur Gilgamesch-Erzählung auf. Dazu zählen auch interessante Parallelen in der späteren biblischen Überlieferung. So erinnert die Figur des biblischen Noach stark an den göttlich auserwählten Helden Utnapischtim. In der Genesis Kapitel 6  findet sich auch das Motiv der Söhne Gottes, die sich auf der Erde materialisiert haben und Beziehungen mit Menschenfrauen eingegangen sind. Die dabei gezeugten Kinder werden „Nephilim“ genannt und als eine Art „Halbgötter“ beschrieben, die für ihre übermenschliche Stärke und ihren aufbrausenden und schlechten Charakter bekannt sind.
Es lassen sich auch Entsprechungen im griechischen Götterhimmel mit seinen Titanen und Halbgöttern finden, besonders in den menschlichen Kindern des Zeus, die dieser den Göttersagen zufolge nach Lust und Laune mit sterblichen Frauen gezeugt haben soll.

## Der Inhalt des Zwölftafel-Epos

### Tafel I
Gilgamesch, der Held der Geschichte, ist zu zwei Dritteln Gott und zu einem Drittel Mensch. Er besitzt außergewöhnliche physische Kräfte, wird als furchtloser und ungehobelter Tatmensch geschildert und herrscht als König in Uruk. Sein Werk ist dessen gewaltige Stadtmauer, auf der eine Stele von seinen Taten kündet. Sein despotischer Regierungsstil und die bedrückenden Lasten, die mit seinen Bauprojekten verbunden sind, führen insbesondere zur Verärgerung der Frauen von Uruk, die sich bei der Göttin Ištar beschweren. Um den Herrscher zu bändigen, erschafft die Muttergöttin Aruru gemäß der Anordnung des Himmelsgottes An, Vater der Ištar, aus Lehm Enkidu, der zunächst als wildes, menschenähnliches Wesen in der Steppe bei Uruk mit den Tieren der Wildnis zusammenlebt. Gilgamesch erhält mittels zweier Träume Kenntnis von Enkidu. Gilgameschs Mutter Ninsun, Traumdeuterin und Wissende der Zukunft, weist Gilgamesch auf die bevorstehende Ankunft des Enkidu in Uruk hin, der später sein Bruder werden wird. Gilgamesch ist von Ninsuns Mitteilung erfreut und erwartet ungeduldig die Ankunft Enkidus.
Ein Fallensteller entdeckt Enkidu, der als Schützer der Wildtiere die Herde vor den tödlichen Anlagen des Fallenstellers bewahrt. Dessen Vater rät ihm, nach Uruk zu gehen und Gilgamesch um die Entsendung der Dirne Šamḫat zu bitten, die durch sexuelle Verführung von Enkidu seine Herde ihm entfremden soll. Gilgamesch wiederholt die Worte des Vaters vom Fallensteller bezüglich Šamḫats, die mit dem Wissen um den ursprünglichen Götterauftrag, Enkidu nach Uruk als Widerpart von Gilgamesch zu führen, sich mit dem Jäger in die Steppe begibt. Als Enkidu Šamḫat entdeckt, erliegt er ihren Verführungskünsten. Nach dem folgenden einwöchigen Liebesspiel flieht, wie vom Vater des Fallenstellers vorhergesagt, Enkidus Herde in die Weiten der Steppe und lässt ihn allein. Šamḫat kann Enkidu überzeugen, mit ihr nach Uruk zu gehen.

### Tafel II
Während eines Zwischenaufenthaltes in einem Hirtenlager nahe Uruk lernt Enkidu die menschliche Nahrung und das Bier kennen. Zuvor hatte er im Beisein von Šamḫat den Verstand erworben. Enkidu wandelt sich unter anderem durch das Wirken eines Barbiers endgültig zu einem Menschen. In Uruk angekommen, treffen Enkidu und Gilgamesch aufeinander. Der sich anschließende Kampf endet unentschieden. Ermüdet von der Auseinandersetzung, sinken die beiden Helden nieder und schließen Freundschaft. Gilgamesch und Enkidu nehmen sich vor, gemeinsam eine Heldentat zu vollbringen und Ḫumbaba, den Hüter des Zedernwaldes, zu töten, um in Ištars Wald Zedern zu fällen.

### Tafel III
Gilgameschs Mutter Ninsun bittet angesichts der bevorstehenden Gefahren den Sonnengott Šamaš um Hilfe und erklärt Enkidu durch Adoption zu ihrem Sohn. Zusätzlich versieht sie Enkidu im Nacken mit ihrem göttlichen Zeichen als Schutzsymbol.

### Tafel IV
Nunmehr als Brüder machen sich Gilgamesch und Enkidu auf den Weg. Fünf Tage sind sie unterwegs, graben abends einen Brunnen und Gilgamesch bittet jeden Abend um einen Traum, aus dem er jedes Mal erschrocken erwacht. Enkidu deutet seine Träume und beruhigt Gilgamesch auf diese Weise. Schließlich verkündet Šamaš, dass Ḫumbaba außerhalb seines schützenden Waldes sei.

### Tafel V
Gilgamesch und Enkidu finden Ḫumbaba, können ihn nach schrecklichem und gefahrvollem Kampf mit der Hilfe von Šamaš überwinden. Der von dreizehn Winden des Sonnengottes festgehaltene Ḫumbaba bittet um sein Leben, wird aber, weil er Enkidu beleidigt hatte, schließlich getötet, wobei er kurz vor seinem Ende noch Enkidu verflucht. Aus einer gefällten Zeder fertigen sie eine Tür für den Tempel des Enlil.

### Tafel VI
Als Ištar den zurückgekehrten Helden Gilgamesch erblickt, verliebt sie sich in ihn. Doch Gilgamesch weist sie zurück. Erbost darüber geht sie zum Göttervater Anu und verlangt, den Himmelsstier auszusenden, um Gilgamesch zu töten. In Uruk angelangt, richtet das Ungeheuer schlimme Zerstörungen an. Der Stier tötet Hunderte von Uruks Männern, bis Enkidu und Gilgamesch den Kampf aufnehmen und ihn töten. Gilgamesch prahlt, nennt sich den gewaltigsten aller Helden und verhöhnt Ištar. In der folgenden Nacht schreckt Enkidu aus einem Traum auf.

### Tafel VII

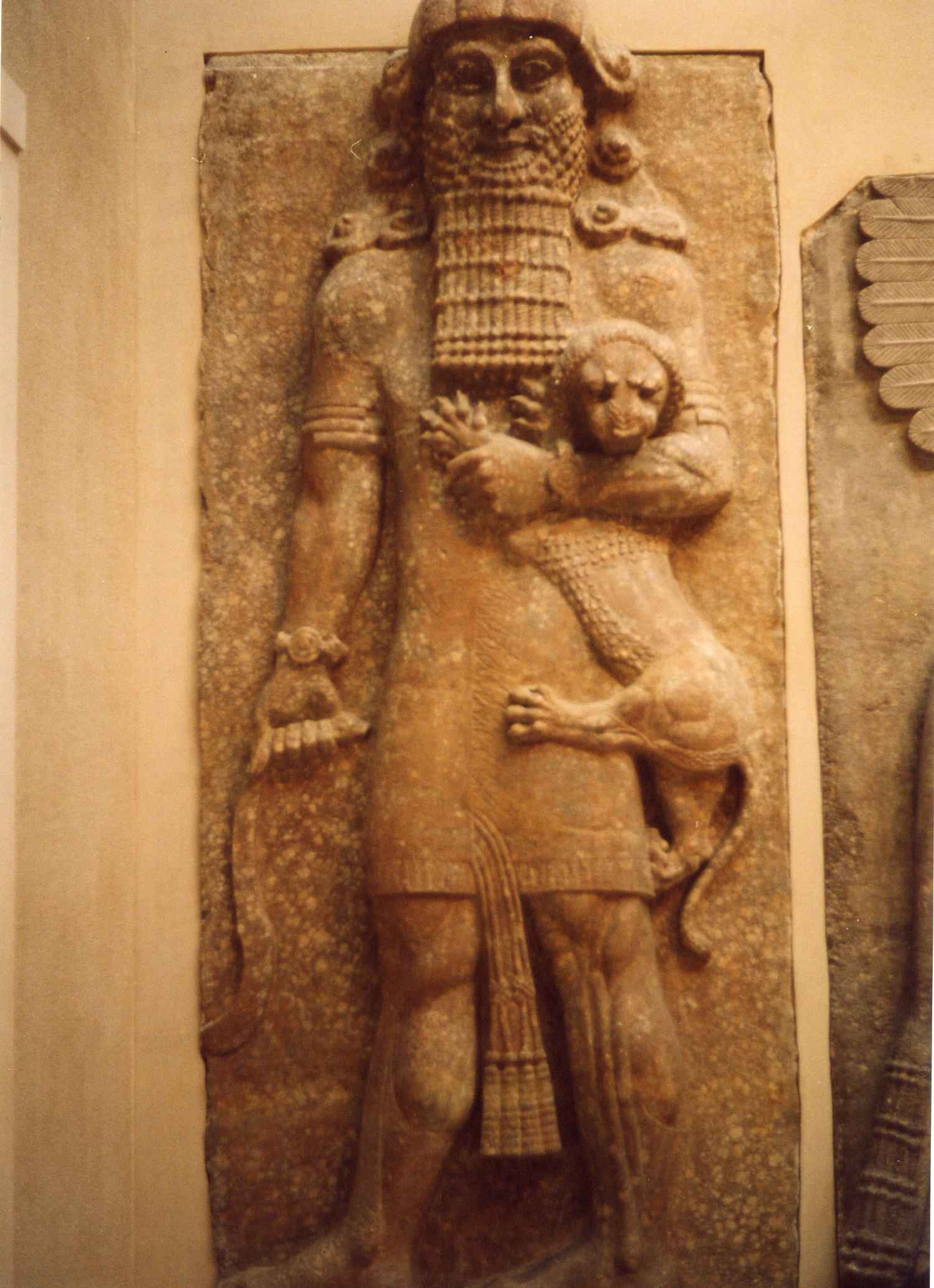
Ein Löwenbezwinger, vermutlich Enkidu. Relief aus dem Palast von Sargon II. in Dur Šarrukin (Assyrien) (heute Khorsabad), 713–706 v. Chr.

Ihm träumt, die versammelten Götter seien sich einig, dass die beiden jetzt zu weit gegangen sind. Sie beschließen, die beiden zu bestrafen, indem sie Enkidu sterben, Gilgamesch aber leben lassen werden. Enkidu erkrankt. Sein Schicksal vor Augen verflucht er die zederne Tür, die er für Enlil gefertigt hat, er verflucht den Fallensteller und die Dirne Šamḫat, derentwegen er die Wildnis aufgegeben habe. Als Šamaš ihn darauf hinweist, dass er ohne diese Wendung Gilgamesch nie kennengelernt und zum Freund gewonnen hätte, verzeiht er ihnen. Bereits in der ersten Nacht seines Todeskampfes träumt er von einem Dämon, der ihn in die Unterwelt verschleppt zu Ereškigal, die Enkidu mit ihrem akkadischen Beinamen Irkalla nennt. Enkidu bittet im Traum Gilgamesch um Hilfe, der diese jedoch aus Angst verweigert. Nach zwölf Tagen stirbt Enkidu.

### Tafel VIII
Gilgamesch trauert um seinen Freund, beklagt seinen Verlust. Er gibt eine Statue Enkidus in Auftrag, bahrt den Freund auf und sucht die Geschenke für die Götter der Unterwelt aus, die einzeln aufgezählt werden. Schließlich lässt er für den Grabbau den Fluss aufstauen, in dessen Mitte der Freund bestattet werden soll.

### Tafel IX
Der Tod Enkidus macht Gilgamesch seine eigene Sterblichkeit bewusst, eine Aussicht, die ihn in Furcht und Verzweiflung treibt. So begibt er sich auf eine lange Wanderschaft, um in der Fremde das Geheimnis des Lebens zu finden. Er will nicht sterben wie Enkidu, und hofft, dass ihm sein unsterblich gewordener Urahn Uta-napišti dabei helfen kann. Auf der Suche nach diesem berühmten Weisen irrt er zunächst durch die Weite der Steppe und kommt schließlich ganz im Westen zum Berg Mašu. Dort befindet sich der Eingang zum „Weg der Sonne/des Sonnengottes“ durch die Unterwelt – in der modernen Forschung bisweilen als Tunnel aufgefasst, da dort absolute Finsternis herrscht. Zwei Wesen, die halb Mensch, halb Skorpion sind, bewachen den Eingang und fragen Gilgamesch nach seinem Begehren. Er erklärt ihnen, dass er seinen Ahnen Uta-napišti nach Leben und Tod fragen wolle. Sie antworten, dass dies noch keinem gelungen sei, geben aber den Zutritt zum zwölf „Doppelstunden“ – also einen ganzen Tag – langen Weg frei. Schon nach elf „Doppelstunden“ in absoluter Finsternis kommt er noch vor Sonnenaufgang am Ausgang im Osten wieder heraus, nach zwölf „Doppelstunden“ ist es hell und der Held gelangt in einen Garten voller Edelsteinbäume.

### Tafel X
Er begegnet der göttlichen Siduri, die hier am nahegelegenen Meer eine Schänke betreibt. Obwohl sie sich vor Gilgameschs ausgezehrtem, finsteren Anblick fürchtet, teilt sie ihm – aus Mitleid – mit, dass Uta-napišti mit seiner Frau auf einer Insel wohnt, rings umgeben vom Wasser des Todes, welches die Unsterblichen vor ungebetenen Gästen bewahrt. Nur Ur-šanabi, der Fährmann Uta-napištis, kenne das Mittel, dies Hindernis unbeschadet zu überschiffen. Als Gilgamesch bei Ur-šanabi und seinen Fährgehilfen, den üblicherweise die Überfahrt besorgenden Steinernen, ankommt, verweigern die Steinernen die Hilfe; er zerschlägt sie und erbittet vom Fährmann, er möge ihn auf die Insel übersetzen. Dieser erklärt, dass es die Steinernen waren, die die Staken herstellten und bedienten, ohne die die Überfahrt unmöglich sei; daher komme jetzt Gilgamesch selbst die Aufgabe zu, beide Arbeiten zu übernehmen. 120 lange Stake muss er schneiden. Nach einer Schifffahrt von drei Tagen gelangen sie zum Wasser des Todes. Der Fährmann weist nun Gilgamesch an, jede der gerade benutzten Stangen im Meeresboden hinter sich stecken zu lassen, um ja nicht mit dem tödlichen Wasser in Berührung zu kommen. Als die letzte Stange aufgebraucht ist, haben sie die Insel noch nicht erreicht. Gilgamesch zieht Ur-šanabis Kleid aus und hängt es wie ein Segel zwischen seinen Armen auf. So erreichen sie Uta-napišti, dem Gilgamesch sein Anliegen vorträgt und von seiner Trauer um Enkidu berichtet. Uta-napišti erklärt Gilgamesch, dass die Götter die Schicksale bestimmen, Tod und Leben zuteilen, den Todestag aber nicht preisgeben.

### Tafel XI
Gilgamesch fragt Uta-napišti, warum er, der ihm doch in allem gleiche, unsterblich sei. Darauf verrät Uta-napišti ein Geheimnis und erzählt die Geschichte einer Flutkatastrophe. Eine vollständig erhaltene Fassung der Tafel ist nicht vorhanden. Deshalb musste die Handlung aus sumerischen, babylonischen, akkadischen, hurritischen und hethitischen Überlieferungsfragmenten rekonstruiert werden. Demnach sucht Gilgamesch seinen Urahnen auf, der in der sumerischen Fassung der Erzählung Ziusudra heißt und ihm die Geschichte von der Flut erzählt (Rahmenhandlung).
Dieser Erzählung zufolge hatte der Gott Enki den Menschen Ziusudra vor einer Flut gewarnt, die alles Leben vernichten wird, und ihm geraten, ein Schiff zu bauen. Verkompliziert wird die Situation dadurch, dass Enki den anderen Göttern zuvor hatte schwören müssen, über die kommende Katastrophe Stillschweigen zu bewahren. Um seinen Eid nicht zu brechen, wendet Enki eine List an und redet nicht unmittelbar mit dem Menschen, sondern spricht seine Worte gegen die aus Schilf bestehende Wand des Hauses, in dem Ziusudra schläft. So wird Ziusudra im Schlaf in Form eines Traumes vor der Gefahr gewarnt. Er folgt daraufhin den erhaltenen Befehlen Enkis aus dem Traum, reißt sein Haus ab und baut aus dem Material ein Boot. Auf ausdrückliche Weisung Enkis verrät er den anderen Menschen nichts von dem drohenden Untergang. In das Boot lässt Ziusudra nun die Tiere der Steppe, seine Frau und seine gesamte Sippe einsteigen. Die babylonische Fassung berichtet im weiteren Verlauf über den Ablauf der Katastrophe, die in Form einer Flut über das Land hereinbricht und es untergehen lässt. Nach dem Ablaufen des Wassers werden Ziusudra und seine Frau von Enlil für die Rettung der Lebewesen dadurch belohnt, dass beide vergöttlicht werden und ein ewiges Leben im Land Dilmun führen dürfen. Im Gilgamesch-Epos wird Šuruppak im unteren Mesopotamien als der Ort angegeben, von dem die Flut ihren Ausgang nahm. Die Flut-Geschichte liegt in der neuen und erweiterten Übersetzung von Stefan Maul vor und ist in dieser Form die Grundlage der hier geschilderten Handlung. In diese Neuübersetzung sind auch Texte aus zwischenzeitlich gefundenen weiteren Tafelfragmente eingeflossen, die nun eine genauere Rekonstruktion der Gilgamesch-Erzählung erlauben; archäologische Funde aus dieser Region bestätigen, dass es in alter Zeit mehrere größere Überschwemmungen des Euphrat und Tigris gab. Ein früher einmal vermuteter Zusammenhang zwischen diesen historischen Überschwemmungen und der legendären Sintflut kann aber, vom Standpunkt der heutigen Wissenschaft aus betrachtet, nicht bestätigt werden.
Nun setzt die Rahmenhandlung wieder ein. Nach dem Anhören der Geschichte fordert Uta-napišti von Gilgamesch, den Schlaf, als kleinen Bruder des Todes, sechs Tage und sieben Nächte zu bezwingen, doch Gilgamesch schläft ein. Während seines Schlafes legt die Frau Uta-napištis täglich ein Brot an sein Bett, damit er sein Scheitern erkenne. Nachdem er aufgewacht ist und sein Scheitern erkannt hat, müssen Ur-šanabi und Gilgamesch die Insel verlassen. Doch als sie zur diesseitigen Welt zurückfahren wollen erklärt Uta-napišti Gilgamesch zumindest, wo sich die Pflanze der ewigen Jugend befindet. Gilgamesch gräbt sofort einen Schacht bis zum Grundwasser, dem Apsu, und taucht mit schweren Steinen an den Füßen hinab. Schnell findet er das Gewächs, löst seine Tauchgewichte und taucht wieder auf. Gemeinsam mit Ur-šanabi macht sich Gilgamesch auf den Weg zurück in seine Heimat. Dort will Gilgamesch von der Pflanze essen. Als er an einem Brunnen rastet, ist er jedoch unvorsichtig und eine Schlange kann ihm die Pflanze der ewigen Jugend stehlen, worauf sie sich häutet. Betrübt und niedergeschlagen kehrt er nach Uruk zurück, bereichert um die Kenntnis, dass er sich nur durch große Werke als guter König einen unsterblichen Namen erwerben kann. In Uruk angekommen, fordert er Ur-šanabi auf, die Stadtmauer von Uruk, von der bereits auf Tafel I berichtet wurde, zu besteigen und zu bestaunen.

## Moderne Rezeption
Im Gegensatz zu vielen griechisch-römischen Mythen wurde der Gilgamesch-Stoff erst spät, d. h. ab etwa dem zweiten Drittel des 20. Jahrhunderts, für Musik (als Opern, Oratorien) und Literatur (insbesondere Fantasyromane) als Sujet entdeckt.

### Musik
Das Gilgamesch-Epos ist mehrfach vertont worden. 1957 wurde im Wiener Musikverein das Oratorium Gilgamesch von Alfred Uhl uraufgeführt, 1958 in Basel The Epic of Gilgamesh von Bohuslav Martinů (komponiert im Winter 1954/55). Von 1964 ist die Oper Gılgamış von Nevit Kodallı, in türkischer Sprache, ebenso Gılgameş (1962–1983), komponiert von Ahmed Adnan Saygun. Von 1998 gibt es ein Tanzoratorium nach dem Gilgamesch-Epos mit dem Titel Die Ordnung der Erde von Stefan Heucke. Die Oper Gilgamesh (komponiert 1996–1998) von Volker David Kirchner wurde 2000 an der Niedersächsischen Staatsoper in Hannover uraufgeführt. Wilfried Hiller schuf 2002 ein Vokalwerk nach dem Gilgamesch-Epos mit dem Titel Gilgamesch für Bariton und Instrumente. Der britische Musiker und Schauspieler Johnny Flynn veröffentlichte 2021 gemeinsam mit dem Schriftsteller Robert Macfarlane das Album Lost In The Cedar Wood, das auf Motiven des Gilgamesch-Epos basiert. Am 18. Februar 2023 hat die Uraufführung eines Oratoriums von Enjott Schneider an der Universität Heidelberg stattgefunden, in dem Ausschnitte des Epos mit Unterstützung des Heidelberger Assyriologen Stefan Maul in babylonischer Sprache gesungen werden. 2015 brachte das sirene Operntheater in Wien das Oratorium Gilgamesch von René Clemencic mit einer Textfassung von Kristine Tornquist zur Uraufführung.

### Bildende Kunst
In der Bildenden Kunst haben 1943 der Maler Willi Baumeister und in den 60er Jahren des 20. Jahrhunderts der Grafiker Carlo Schellemann in jeweiligen Bilderserien dem Gilgamesch-Epos visuell Gestalt gegeben.

### Comics & Graphic Novel
Die Figur des Gilgamesch wurde ab 1977 (erstmals in The Eternals #13) desgleichen als Gilgamesh (alias Forgotten One bzw. Hero) in die Marvelcomics übernommen, in welchen er jahrhundertelang unter verschiedenen Namen erscheint und einer der Ewigen – dies sind gottgleiche Geschöpfe – ist; ferner gehört er kurzzeitig den Avengers an. Parallelen zwischen den beiden Figuren sind insofern vorhanden, als dass sie beide gottgleich, von gar übermenschlicher Leibeskraft sowie äußerst groß sind, wenngleich die Comicfigur aus Händen und Augen kosmische Energie abzugeben und zu fliegen vermag und der mythische Gilgamesch ein mächtiger und versierter Herrscher ist, der dessen Furcht vor dem Tod zu überwinden hat.
Auf 358 Seiten erschien 2010 die Gilgamesch-Epos-Interpretation als Graphic Novel illustriert durch den Künstler Burkhard Pfister. Der Carlsen Verlag veröffentlichte 2017 eine Comicadaption des Stoffes von Jens Harder. In der Reihe Mythen der Antike erschien 2022 im Splitter Verlag der Band Gilgamesch von Luc Ferry, Clotilde Bruneau und Pierre Taranzano in deutscher Übersetzung aus dem französischen Original.

### Fernsehen
In der Folge Darmok der Star-Trek-Serie Raumschiff Enterprise: Das nächste Jahrhundert (1987–1994) erzählt Captain Picard einem im Sterben liegenden Außerirdischen Teile des Gilgamesch-Epos.
In der American Dad-Folge 90° Nord, 0° West (Staffel 12, Folge 7) versucht der Weihnachtsmann Ḫumbaba zum Leben zu erwecken.

### Videospiele und andere Medien
In der Videospielszene erlangte Gilgamesh Bekanntheit durch diverse Auftritte in der seit 1987 erscheinenden japanischen Computer-Rollenspiel-Reihe Final Fantasy, als Gegner oder helfende Hand. Dargestellt als mächtiger gepanzerter Krieger und Schwertsammler, besitzt er im Kampf unter anderem die Macht, Enkidu aus der Unterwelt zu beschwören.
Des Weiteren ist er einer der zentralen Charaktere in der Visual Novel Fate/Stay Night. Hier wird er als allmächtiger König mit unbegrenzten Schätzen porträtiert, welcher auf seine scheinbar unendliche Anzahl von Reichtümern jederzeit zugreifen kann und so zu einem der mächtigsten Wesen überhaupt wird. Dazu ist er auch ein spielbarer Charakter in dem Mobile-Game Fate/Grand Order.
Im Computerspiel Civilization VI führt er die Zivilisation der Sumer an.

## Umwelthistorische Aspekte
Martin Puchner, Professor an der Harvard University zählt das Gilgamesch-Epos zur Ökokritischen Lektüre, weil es eine Passage über die Abholzung eines Waldes für den Bau der Stadt Uruk enthält, die seiner Sicht den Beginn der Geschichte um die Ausbeutung der Natur darstellt.